# Loch Leathan (sjö i Storbritannien, Highland)
Loch Leathan är en sjö i Storbritannien.   Den ligger i kommunen Highland och riksdelen Skottland, i den nordvästra delen av landet, 800 km nordväst om huvudstaden London. Loch Leathan ligger 139 meter över havet. Den ligger på ön Skye.Trakten runt Loch Leathan består i huvudsak av gräsmarker.